# Mycetophila tapinirai
Mycetophila tapinirai är en tvåvingeart som beskrevs av Lane 1955. Mycetophila tapinirai ingår i släktet Mycetophila och familjen svampmyggor. Inga underarter finns listade i Catalogue of Life.